# Křižanovice u Vyškova
Křižanovice u Vyškova, bis 1960 Křižanovice (deutsch Krischanowitz, früher Krzizanowitz) ist eine Gemeinde in Tschechien. Sie liegt drei Kilometer nordöstlich von Vyškov und gehört zum Okres Vyškov.

## Geographie
Křižanovice u Vyškova befindet sich in der Hanna auf einer Terrasse linksseitig über dem Fluss Haná. Südlich erheben sich die Ausläufer der Litenčické vrchy. An der südlichen Peripherie führt die Eisenbahnstrecke Vyškov – Přerov vorbei, die nächste Bahnstation ist Hoštice-Heroltice. Im Westen verläuft die Schnellstraße R 46, dort liegt die Abfahrt 2 Vyškov-východ. Nordwestlich befindet sich der Flugplatz Vyškov.
Nachbarorte sind Pustiměř und Drysice im Norden, Ivanovice na Hané im Nordosten, Hoštice-Heroltice im Osten, Trpinka und Rybníček im Südosten, Topolany im Süden, Brňany, Křečkovice und Vyškov im Südwesten, Pazderna und Dědice  im Westen sowie Radslavice und Pustiměřské Prusy im Nordwesten.

## Geschichte
Die erste urkundliche Erwähnung des Dorfes erfolgte in der Besitzübertragungsurkunde des Olmützer Bischofs Heinrich Zdiks aus dem Jahre 1131 über sämtliche der Kirche St. Peter gehörigen Güter an den neu erbauten Wenzelsdom. Darin wurden die zum Pustimirer Gau gehörigen Güter Nemojany, Podivice und  Rostěnice sowie Besitzungen in Vyškov, Dražovice, Hlubočany, Želeč, Křižanovice sowie das wüste Dorf Melice bei Pustimir genannt. Bei der Einrichtung der Pfarre Topolany wurde Křížanovice 1388 zusammen mit Heroltice und Rybníček dieser zugewiesen. Im Jahre 1408 reichte das Bistum Olmütz Artleb von Říčany ein Lehen in Křižanovice. Bis zur Mitte des 19. Jahrhunderts blieb Křížanovice immer nach Vyškov untertänig. Im Jahre 1791 hatte Křížanovice 180 Einwohner. Im Jahre 1848 brannte das ganze Dorf nieder.
Nach der Aufhebung der Patrimonialherrschaften bildete Křížanovice ab 1850 eine Gemeinde in der Bezirkshauptmannschaft Wischau. 1854 lebten in der Gemeinde 187 Menschen. 1859 wurde die Pfarre in Topolany erneuert. 1880 hatte das Dorf 202 Einwohner und 1921 waren es 248. Seit 1961 trägt die Gemeinde den amtlichen Namenszusatz u Vyškova. Im Jahre 1986 wurde Křižanovice u Vyškova nach Vyškov eingemeindet. 1990 entstand die Gemeinde wieder und seit 2001 führt sie ein Wappen und Banner.

## Gemeindegliederung
Für die Gemeinde Křižanovice u Vyškova sind keine Ortsteile ausgewiesen.

## Sehenswürdigkeiten
- mehrere Betsäulen und Wegekreuze

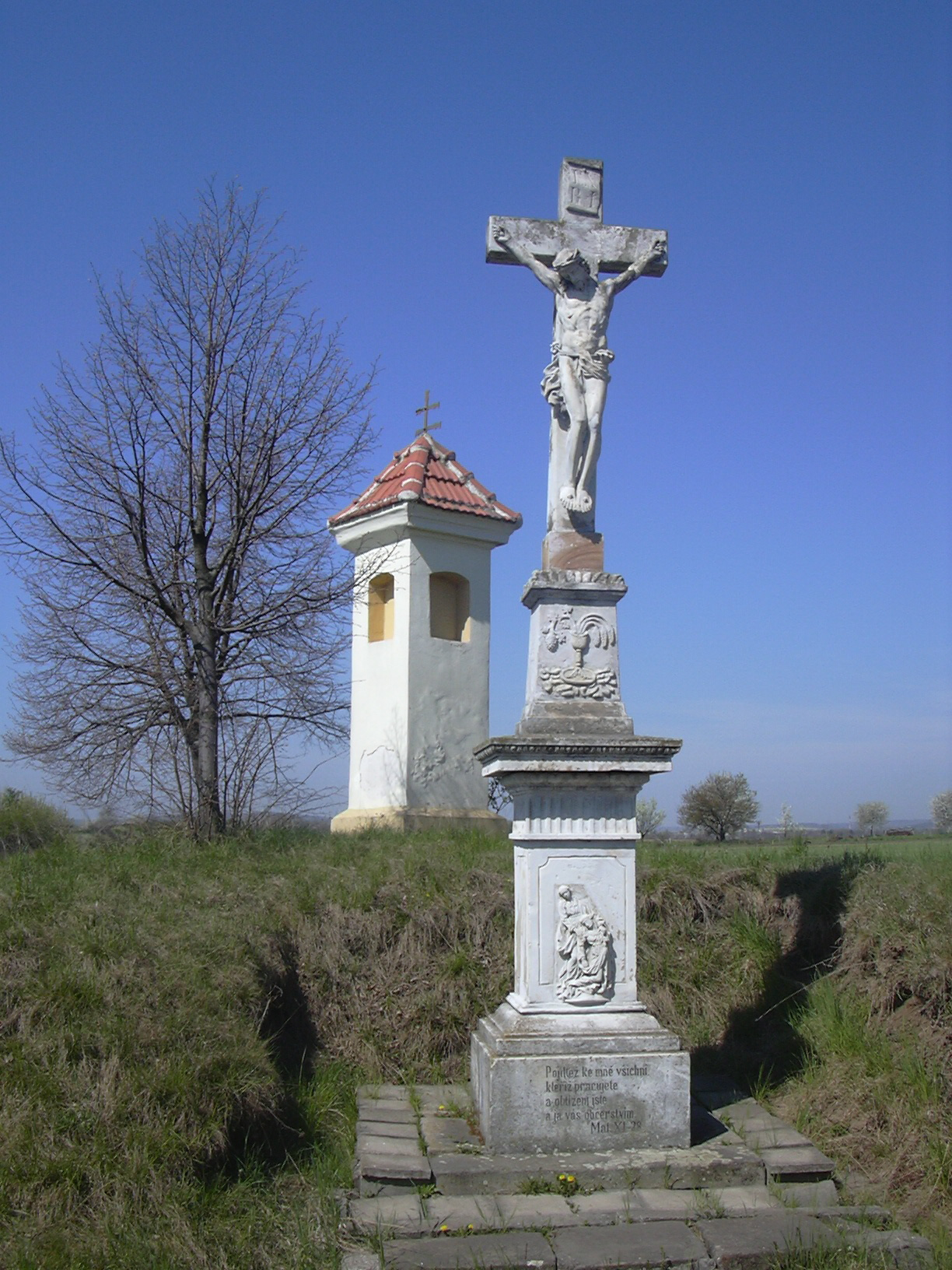
Betsäule und Wegekreuz am Ortseingang

- Kapelle des hl. Nikolaus, erbaut im 18. Jahrhundert
- Museum für Flug- und Militärtechnik (Muzeum letecké a vojenské techniky) am Flugplatz Vyškov mit ausgemusterten Kampfjets.
- Dinopark Vyškov, westlich des Dorfes an der R 46